# Édit d'Union
 (juillet 2024).
Si vous disposez d'ouvrages ou d'articles de référence ou si vous connaissez des sites web de qualité traitant du thème abordé ici, merci de compléter l'article en donnant les références utiles à sa vérifiabilité et en les liant à la section « Notes et références ».
L'édit d'Union (ou quelquefois de Réunion) également appelé traité d'Union est une paix qu'Henri III de France est contraint de signer à Rouen le 15 juillet 1588 avec la Ligue catholique, et consacre l'alliance étroite entre la monarchie et la Ligue.

## Détails du traité
Cet édit de pacification est la conséquence de l'insurrection des Parisiens le 12 mai 1588, connue comme la journée des barricades, à la suite de laquelle le roi dut s’enfuir de Paris. Le duc de Guise, chef de la Ligue, n'osa pas prendre le pouvoir à la suite d'une insurrection, et demanda à traiter avec Henri III.
Le roi s'engagea ainsi à combattre les protestants et exclut tout protestant à la succession au trône de France, éliminant par ce fait Henri de Navarre au profit de la maison de Guise, Henri III n'ayant pas d'héritier.
Cet édit fut renouvelé en octobre lors des états généraux à Blois, démonstration de la puissance de la Ligue.
Le roi réagira contre cette toute-puissance en faisant assassiner le duc de Guise le 23 décembre de la même année.

## Extraits[1]
« Henri […] Considérant l'infinie et spéciale obligation que nous avons à Dieu notre créateur, qui nous a remis en main le sceptre du plus noble royaume qui soit au monde […]. À ces causes remettant devant nos yeux ce à quoi le devoir de bon roi très chrétien et premier fils de l'Église nous oblige, avons résolu, toutes autres considérations postposées, de pourvoir, tant qu'il plait à Dieu qu'il soit au pouvoir des hommes, à ce que de notre vivant il soit établi au fait de notre dite religion catholique et romaine un bon et assuré repos […]. Ce qu'ayant dès longtemps par nous été mis en considération et eu sur le tout le très bon et très prudent avis de notre conseil, avons voulu, statué et ordonnons, conseil, avons voulu, statué et ordonné, voulons, statuons et ordonnons et nous plaît que les articles suivants soient tenus pour loi inviolable et fondamentale de notre dit royaume. 1. — Et premièrement nous jurons et renouvelons le serment, par nous fait en notre sacre, de vivre, mourir en la religion catholique, apostolique et romaine, promouvoir l'avancement et conservation d'icelle, employer de bonne foi toutes nos forces et moyens, sans épargner notre propre vie, pour extirper de notre royaume, pays et terres de notre obéissance, tous schismes et hérésies condamnés par les saints conciles et principalement celui de Trente, sans faire jamais aucune paix ou trêve avec les hérétiques, ni aucun édit en leur faveur. 2. — Voulons et ordonnons que tous nos sujets, princes, seigneurs, tant ecclésiastiques, gentilshommes, habitants des villes et plat pays qu'autres, de quelque qualité et condition qu'ils soient, s'unissent et joignent en cette cause avec nous et fassent pareil serment d'employer avec nous toutes leurs forces et moyens jusqu'à leurs propres vies, pour l'extermination desdits hérétiques. 3. — Jurons et aussi promettons de ne les favoriser ni avancer de notre vivant ; ordonnons et voulons que tous nos sujets unis jurent et promettent dès à présent et pour jamais, après qu'il aura plu à Dieu de disposer de notre vie sans nous donner des enfants, de ne recevoir à être roi, prêter obéissance à prince quelconque qui soit hérétique ou fauteur d'hérésie. 4. — Déclarons et promettons de n'employer pourvoir jamais aux charges militaires de notre royaume que personnes qui seront catholiques et feront notoirement profession de la religion catholique, apostolique et romaine ; et défendons très expressément que nul soit reçu à l'exercice d'aucun office de judicature et de finance en notre dit royaume, pays et terres de notre obéissance, qu'auparavant il n'apparaisse de sa religion catholique, apostolique et romaine… »

Quelques mois plus tard, le 18 octobre 1588, une déclaration royale confirme l'édit :

« Henri […] Chacun sait assez que, dès les premiers ans de notre jeunesse et même avant que Dieu nous eût appelé à cette couronne, nous n'avons rien tant désiré que de voir ce royaume repurgé de l'hérésie et tous les sujets de celui-ci réunis à l'union de son Église sainte […] ; et que maintenant pensons y pourvoir mieux et plus promptement parvenir par le moyen de la sainte union que nous avons faire à nous de tous nos sujets catholiques par notre édit du moi de juillet dernier, lequel estimant devoir être à l'avenir l'un des principaux fondements de la conservation de ladite religion catholique […]. Nous avons, par le conseil de la reine, notre très honorée dame et mère, des princes de notre sang, cardinaux et autres princes et seigneurs de notre conseil, et de l'avis et consentement de nos trois États assemblés et convoqués par notre commandement en cette ville de Blois, statué et ordonné, statuons et ordonnons par ces présentes signées de notre main que notre dit édit d'union, ci-attaché sous le contre-scel de notre chancellerie, soit et demeure à jamais loi fondamentale et irrévocable de ce royaume et, comme tel, voulons et ordonnons qu'il soit gardé par tous nos sujets présents et à venir et que par eux il soit présentement juré… »